# 九龍巴士44M線
九龍巴士44M線，是香港新界區的一條日間巴士路線，提供空調巴士服務，行走青衣站及葵涌邨，途經長安邨、青衣邨、青衣大橋、葵興站及葵芳站。

## 歷史
- 1986年11月2日：路線投入服務，來往青衣邨及葵興地鐵站。
- 1987年12月20日：路線由青衣邨延長至長安邨。
- 1989年2月11日：因青衣大橋須全線封閉以便維修，路線改回青衣邨作總站並改經青荃橋，但改動對青衣南部份居民構成不便。
- 1990年4月9日：青衣大橋維修完畢，路線再次遷往長安總站，並改回青衣大橋維修前的路線。
- 1993年12月6日：路線新增特快班次，星期一至六早上由長安邨經青荃橋開往葵興地鐵站，由青衣到達葵芳只需五分鐘。
- 1996年2月26日：路線增派空調巴士行走。
- 2005年9月24日：為配合葵涌新區（葵涌邨）入伙，路線由葵興地鐵站總站延長至葵涌邨，但特別班次則維持不變。
- 2005年10月15日：改為全線空調服務。[1]

- 2015年6月27日：增設到站時間預報。[2]

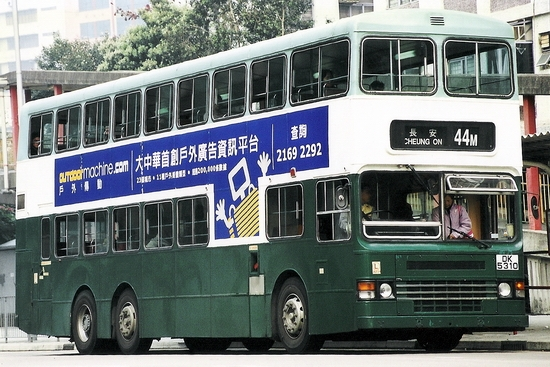
44M轉為全空調服務之前，主要採用12米非空調巨龍

- 2020年12月21日：星期一至五07:17至08:57由葵涌邨開出的班次，繞經灝景灣及青衣站巴士總站。[3]
- 2022年12月5日：青衣總站延長至青衣站，來回程維持繞經長安總站；特別班次走線維持不變，[4]同時大幅削減班次。

## 服務時間及班次
| 青衣站開         | 青衣站開    | 青衣站開     | 葵涌邨開         | 葵涌邨開    | 葵涌邨開     |
| 日期             | 服務時間    | 班次（分鐘） | 日期             | 服務時間    | 班次（分鐘） |
| ---------------- | ----------- | ------------ | ---------------- | ----------- | ------------ |
| 星期一至五       | 05:35-06:30 | 20           | 星期一至五       | 06:05-06:45 | 20           |
| 星期一至五       | 06:30-07:00 | 15           | 星期一至五       | 06:45-08:15 | 18           |
| 星期一至五       | 07:00-07:22 | 11           | 星期一至五       | 08:15-14:35 | 20           |
| 星期一至五       | 07:22-08:10 | 12           | 星期一至五       | 14:35-17:20 | 15           |
| 星期一至五       | 08:10-10:10 | 15           | 星期一至五       | 17:20-17:56 | 12           |
| 星期一至五       | 10:10-15:30 | 20           | 星期一至五       | 17:56-18:40 | 11           |
| 星期一至五       | 15:30-17:45 | 15           | 星期一至五       | 18:40-20:40 | 15           |
| 星期一至五       | 17:45-20:25 | 20           | 星期一至五       | 20:40-21:00 | 20           |
| 星期一至五       | 20:25-00:10 | 25           | 星期一至五       | 21:00-00:45 | 25           |
| 星期六           | 05:35-06:50 | 20           | 星期六           | 06:05-16:05 | 20           |
| 星期六           | 06:50-07:05 | 15           | 星期六           | 16:05-19:05 | 12           |
| 星期六           | 07:05-12:45 | 20           | 星期六           | 19:05-19:20 | 15           |
| 星期六           | 12:45-16:45 | 15           | 星期六           | 19:20-21:00 | 20           |
| 星期六           | 16:45-18:15 | 18           | 星期六           | 21:00-00:45 | 25           |
| 星期六           | 18:15-19:35 | 20           | 星期日及公眾假期 | 06:05-07:45 | 25           |
| 星期六           | 19:35-00:10 | 25           | 星期日及公眾假期 | 07:45-16:25 | 20           |
| 星期日及公眾假期 | 05:35-06:45 | 25           | 星期日及公眾假期 | 16:25-19:40 | 15           |
| 星期日及公眾假期 | 06:45-20:25 | 20           | 星期日及公眾假期 | 19:40-21:00 | 20           |
| 星期日及公眾假期 | 20:25-00:10 | 25           | 星期日及公眾假期 | 21:00-00:45 | 25           |

特別班次（青衣（長安邨）→葵興站，經青荃橋）
| 青衣（長安邨）開 | 青衣（長安邨）開 | 青衣（長安邨）開 |
| 日期             | 服務時間         | 班次（分鐘）     |
| ---------------- | ---------------- | ---------------- |
| 星期一至五       | 06:45-07:30      | 15               |
| 星期一至五       | 07:30-08:40      | 14               |
| 星期一至五       | 08:55、09:15     |                  |
| 星期六           | 06:45-09:15      | 25               |

星期日及公眾假期不設服務

## 收費
全程：$5.2
- 過青衣大橋後往青衣站：$4.8

| - 本線設有12歲以下小童及65歲或以上長者半價優惠。 - 65歲或以上香港居民使用「樂悠咭」，以及12歲以下合資格殘疾兒童使用「殘疾人士身份」個人八達通繳付車資，均可享有每程$2.0或半價（以較低者為準）的票價優惠；12至64歲合資格殘疾人士使用「殘疾人士身份」個人八達通（包括「樂悠咭」），以及60至64歲香港居民使用「樂悠咭」繳付車資，均可享有每程$2.0或全費（以較低者為準）的票價優惠。 - 65歲或以上長者如使用長者或一般個人八達通繳付車資，則只可享有半價優惠；12至64歲合資格殘疾人士如不使用「殘疾人士身份」個人八達通，以及60至64歲人士如不使用「樂悠咭」繳付車資，必須繳付全費。 - 乘客可以現金或八達通於上車時付款，不設找續。 - 每位成人乘客可免費攜帶最多兩名4歲以下而不佔座位的兒童乘客乘車，超額之4歲以下小童必須繳付小童車費乘車。 - 持有「九巴月票」之乘客在車票有效期內，每日可享最多10程任何九龍巴士及龍運巴士路線（包括本路線，以及聯營路線的九龍巴士／龍運巴士提供的班次；惟乘搭機場「A」及「NA」線則可享原價二七折優惠（不會計算每天10次合資格車程））；而B1線則每日可享最多各2程（不會計算每天10次合資格車程）。 - 九龍巴士、城巴、龍運巴士及陽光巴士全職員工及家屬（不包括外判職員）可免費乘搭本路線，惟必須拍職員或職員家屬八達通。 - 乘客亦可透過多元化電子支付系統（e度嘟）繳付車資，包括使用非接觸式VISA卡、JCB卡、萬事達卡、銀聯卡、美國運通、大來國際、Discover Card、Apple Pay、Google Pay、Samsung Pay、AlipayHK「易乘碼」、支付寶、WeChatHK／微信支付「搭車碼」、銀聯雲閃付「乘車碼」及BOC Pay「乘車碼」。乘客使用此付款方式，使用此支付方式的乘客可享有中途下車之分段收費，以及與其他九巴／龍運獨營路線或聯營線九巴／龍運班次之轉乘優惠，惟不適用於與非九巴／龍運路線之轉乘優惠，亦不能享有「公共交通費用補貼計劃」及「長者及合資格殘疾人士公共交通票價優惠計劃」。 |

## 使用車輛
本路線自引入空調巴士14年來均使用高地台空調巴士，直至2010年9月1日起換入三輛低地台巴士。
現時本線使用1輛亞歷山大丹尼士Enviro500 12米（ATEE）及8輛富豪B9TL 12米（1輛AVBW、7輛AVBWU）巴士，均屬青衣車廠。
| 車隊編號 | 車牌   |
| -------- | ------ |
| AVBW57   | MM4273 |
| ATEE36   | PX3299 |
| AVBWU50  | PS8976 |
| AVBWU55  | PS9467 |
| AVBWU116 | PX 210 |
| AVBWU233 | RG3229 |
| AVBWU238 | RG3905 |
| AVBWU379 | TC7191 |
| AVBWU390 | TE7156 |

## 行車路線

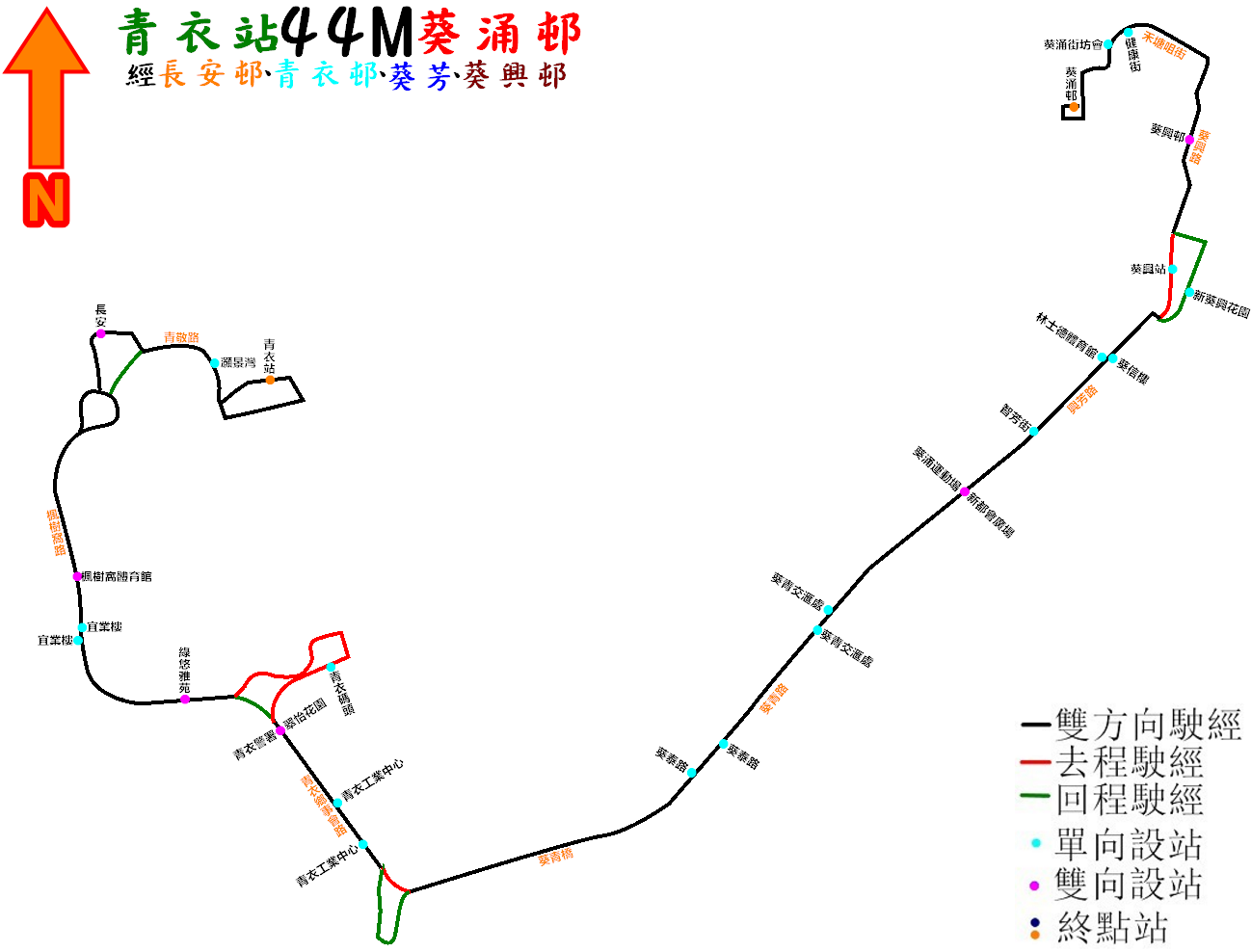
44M線的走線圖

青衣站開經：青敬路、長安巴士總站、擔桿山路、擔桿山交匯處、楓樹窩路、青衣鄉事會路、青衣大橋、葵青路、興芳路、葵興站通道、葵興路、禾塘咀街及大窩口道。
特別班次由長安巴士總站開出依常規班次駛至擔桿山路後，改經青荃橋、荃青交匯處、荃灣路 ，然後返回興芳路常規班次原線，不經有粗體字的道路。
葵涌邨開經：大窩口道、禾塘咀街、葵興路、興芳路、葵青路、青衣大橋、青衣鄉事會路、楓樹窩路、擔桿山交匯處、青敬路、長安巴士總站、擔桿山路、擔桿山交匯處及青敬路。

### 沿線車站
| 青衣站／青衣（長安邨）(特別班次)開 | 青衣站／青衣（長安邨）(特別班次)開 | 青衣站／青衣（長安邨）(特別班次)開 | 葵涌邨開 | 葵涌邨開       | 葵涌邨開             |
| 序號                               | 車站名稱                           | 位置                               | 序號     | 車站名稱       | 位置                 |
| ---------------------------------- | ---------------------------------- | ---------------------------------- | -------- | -------------- | -------------------- |
| 1*                                 | 青衣站巴士總站                     | 青衣站公共運輸交匯處               | 1        | 葵涌邨巴士總站 | 葵涌邨公共運輸交匯處 |
| 2                                  | 長安巴士總站                       | 長安巴士總站                       | 2        | 葵涌街坊會     | 禾塘咀街             |
| 3*                                 | 楓樹窩體育館                       | 楓樹窩路                           | 3        | 葵興路葵興邨   | 葵興路               |
| 4*                                 | 青衣邨宜業樓                       | 楓樹窩路                           | 4        | 新葵興花園     | 葵興路               |
| 5*                                 | 綠悠雅苑                           | 楓樹窩路                           | 5        | 葵芳邨葵信樓   | 興芳路               |
| 6*                                 | 青衣碼頭                           | 楓樹窩路                           | 6        | 新都會廣場     | 興芳路               |
| 7*                                 | 翠怡花園                           | 青衣鄉事會路                       | 7        | 葵青交匯處     | 葵青路               |
| 8*                                 | 青衣工業中心                       | 青衣鄉事會路                       | 8        | 葵泰路         | 葵青路               |
| 9*                                 | 葵泰路                             | 葵青路                             | 9        | 青衣工業中心   | 青衣鄉事會路         |
| 10*                                | 葵青交匯處                         | 葵青路                             | 10       | 青衣警署       | 青衣鄉事會路         |
| 11                                 | 葵涌運動場                         | 興芳路                             | 11       | 綠悠雅苑       | 楓樹窩路             |
| 12                                 | 智芳街                             | 興芳路                             | 12       | 青衣邨宜業樓   | 楓樹窩路             |
| 13                                 | 林士德體育館                       | 興芳路                             | 13       | 楓樹窩體育館   | 楓樹窩路             |
| 14                                 | 葵興站                             | 葵興站公共運輸交匯處               | 14       | 長安巴士總站   | 長安巴士總站         |
| 15*                                | 葵興路葵興邨                       | 葵興路                             | 15       | 灝景灣         | 青敬路               |
| 16*                                | 健康街                             | 禾塘咀街                           | 16       | 青衣站巴士總站 | 青衣站公共運輸交匯處 |
| 17*                                | 葵涌邨巴士總站                     | 葵涌邨公共運輸交匯處               |          |                |                      |

- 註：特別班次不停靠有*號之車站

## 使用率及改道爭議

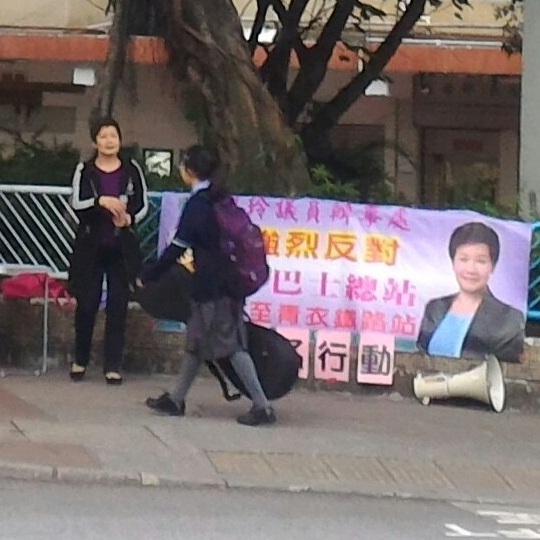
青發選區區議員林翠玲發起簽名行動，要求政府撤回44M的改道計劃。圖右下方者為林翠玲。

據2018-2019年度巴士路線計劃，本線在最繁忙一小時內的載客率為61%。九巴有意將此線之常規線延長至青衣站，但因建議中44M之常規線將不再使用長安巴士總站，而改為使用位於長安邨二期的「長安邨安湄樓」站和鄰近的「青宏苑」站，引起長安邨一期和長發邨居民的不滿，時任青發選區區議員林翠玲更發起簽名行動，要求政府撤回改道計劃。後來九巴及運輸署於2022-2023年度巴士路線計劃，再次建議本此線延長至青衣站，本線在最繁忙一小時內的載客率為42%，建議最終於2022年12月5日實施。

## 文獻
- 容偉釗. . 香港: BSI (香港). 2002年  [2017-06-23]. ISBN 962-8414-62-3. （原始内容存档于2016-03-26）. （页面存档备份，存于）
- 郭炳華. . 香港: 80M巴士專門店. 2010年. ISBN 962-8686-95-X.

## 外部連結
- 九巴44M線官方網站路線資料
- 681巴士總站 （页面存档备份，存于）